# Miroslava Morales
Miroslava Morales es una actriz, cantante y directora panameña que ha participado en varias obras de teatro dentro de su país. Nació en Ciudad de Panamá, Panamá.

## Origen del nombre
Su padre se inspiró en colocarle el nombre en honor a la actriz Miroslava Stern, actriz mexicana muy recordada en la Época de oro del cine mexicano. Y según sus propias palabras Miroslava significa: (Mir-Paz/Slava-gloria).

## Carrera
Inicia su carrera a sus 5 años con "La Alborada", un acto cultural que hubo en el Teatro Balboa. Estudió Publicidad y Producción de Radio y Televisión. Por mencionar algunas de muchas obras son, "Ojitos de Ángel", "El Show de Rocky Horror", "Un Cuento de Navidad", "Todos tenemos algo que ocultar", "El premio flaco" y "The Producers". 
Ha presentado varios programas en su carrera y participó en el reality Dancing with the stars en 2013, resultando la 5.º posición. Sus compañeros fueron, Lorité Alvarado, Sheldry Sáez, Jimmy Bad Boy, Ricardo Jaramillo, Maricarmen Anguizola, Chucho, Ricardo Santana, El Nica, Mirta Rodríguez y Nairobi Dacosta.
En los últimos años ha desarrollado su carrera en televisión en Colombia, donde ha trabajado en papeles menores en series como Niche y Celia, y obtuvo un papel estelar en la serie La esclava blanca (2016), donde compartió escenas con Nerea Camacho, Modesto Lacen, Orián Suárez y Ana Mosquera.

## Filmografía seleccionada
- Ojitos de Ángel
- El Show de Rocky Horror
- Un cuento de Navidad
- Todos tenemos algo que ocultar
- El Premio Flaco
- The Producers
- Mujeral
- Las Internautas
- Niche, lo que diga el corazón
- Celia
- La Esclava Blanca
- Más que hermanos
- La reina del flow
- Cuna de lobos